# بلکوویل (نیوجرسی)
بلکوویل (به انگلیسی: Belcoville) یک منطقهٔ مسکونی در ایالات متحده آمریکا است که در نیوجرسی واقع شده‌است. بلکوویل ۳ متر بالاتر از سطح دریا واقع شده‌است.